# Czy pamiętasz tę noc w Zakopanem (singel Alojzego Klucznioka)
Czy pamiętasz tę noc w Zakopanem – singel nagrany przez Alojzego Klucznioka dla wytwórni płyt Gong. 
Piosenkę, znaną jeszcze przed II wojną, skomponował Zygmunt Karasiński – kompozytor setek piosenek, lider zakładanych przez siebie orkiestr, przed wojną współpracujący często z innym muzykiem – Szymonem Kataszkiem. I właśnie Kataszek wymieniany jest jako współautor tej melodii. Autorem słów jest Aleksander Jellin
Alojzemu Kluczniokowi towarzyszyła podczas nagrania orkiestra taneczna pod dyrekcją  kompozytora – Zygmunta Karasińskiego.  Aranżacji dokonał Jerzy Gert.  Na stronie B umieszczono utwór „Nie mówmy o tym”, który śpiewał Jaś Malina, czyli Edward Jasiński. Towarzyszyła mu orkiestra taneczna kierowana przez Jerzego Gerta.
10-calowa monofoniczna płyta (odtwarzana z prędkością 78 obr./min.), wydana została (ok. 1946/ 1947)  przez wytwórnię Gong (numer na naklejce: 12006).

## Muzycy
- Alojzy Kluczniok – śpiew (a)
- Orkiestra taneczna pod dyr. Zygmunta Karasińskiego (a)
- Edward Jasiński (Jaś Malina)  – śpiew (b)
- Orkiestra taneczna pod dyr. Jerzego Gerta (b)

## Lista utworów
- A: „Czy pamiętasz tę noc w Zakopanem” tango (muz. Z. Karasiński, Sz. Kataszek; sł. A. Jellin)
- B: „Nie mówmy o tym”